# A Rush of Blood to the Head (canción)
«'A Rush of Blood to the Head'» (en español Un torrente de sangre a la cabeza) es una canción de la banda británica Coldplay, escrita por sus cuatro integrantes. Fue editada en su álbum homónimo de 2002 como la pista número diez.
Es la canción homónima del álbum, se tocó una versión temprana de esta canción durante 2001 en la gira de Parachutes, en la gira homónima y en la posterior hasta 2007 se tocó la versión original, por única ocasión posterior al 2007 se ha tocado en vivo en el Foro Sol en la Ciudad de México el 16 de abril de 2016.